# 雞皮疙瘩 (小說)
《雞皮疙瘩》是美國作家R·L·斯坦創作的一系列以青少年為主角和閱讀對象的恐怖小說，最早由學樂集團開始出版。1992年至1997年間出版62本原始系列，此外也有眾多續作，截至2015年共出版180本，後來還被翻拍成同名電視劇和電影。
自1992年7月第一部作品《死亡古堡》（Welcome to Dead House，或譯鬼屋大冒險）出版以來，這套叢書逐漸出名，亦獲得了商業上的成功。截至2014年，雞皮疙瘩系列叢書被翻譯成31種語言，共售出3.5億本。登上了包括紐約時報兒童暢銷書在內的許多暢銷書榜。

## 情節

《我的寫作人生：斯坦自傳》（It Came from Ohio!: My Life as a Writer）封面，其上是作者R·L·斯坦和各系列出現的怪物

《雞皮疙瘩》屬於兒童文學和恐怖小說範疇， 各部之間情節有很大的共同之處。 其主角都是身處超自然事件中、并試圖從中脫困的青少年， 但不同的系列都會有不同的主角和設定。 主角一般出自中產階級家庭，既有男性也有女性。 他們一般會處在遠離繁華社會的環境，例如郊區、夏令營或寄宿學校中。
《雞皮疙瘩》系列叢書多以第一人稱寫作，常有逆轉型的結局。 根據作者本人的說法，書中從來都不會出現人物死亡的情況，而書中主角也不會處於絕境。 他認為自己從沒想要通過寫作來教育讀者，只是以情節取勝，
且自認這套叢書的成功秘訣在於避免引入毒品和其他更嚴肅的社會問題。

### 來源
許多《雞皮疙瘩》系列書籍都是受其他一些小說或電影啟發而來的，例如其中頻繁出現的玩偶“Slappy the Dummy”其實是來自《木偶奇遇記》。 作者很少打草稿， 其靈感來源於現實生活，例如《魔鬼面具》（The Haunted Mask） 一書的靈感即來自其子馬特（Matt）的萬聖節面具。 此外還有一些是來自作者本人的童年經歷，他曾說：“我有很好的記憶力。當我在寫作的時候，我可以回想起那種恐懼與驚嚇”。

## 原始系列

《雞皮疙瘩》原始系列第一部中譯本《死亡古堡·神秘實驗室》

在创作雞皮疙瘩之前，斯坦曾寫過一些年輕成人小說，並獲得了一定的成功。於是跳傘出版公司（Parachute Press）的創始人 瓊·瓦理查（Joan Waricha）督促他為更年輕的讀者創作一些小說，遂有《雞皮疙瘩》系列。 作者本人說書名是來自《電視指南》上的一則廣告。 最初他和學樂公司的合同只包括六部小說， 但開始創作之後便一發不可收拾，最終寫成了62部。第一部作品《死亡古堡》出版于1992年7月。讀者群體最初定位在小女孩身上，但後來亦獲得了男孩們的青睞。 系列封面最早由蒂姆·雅各布斯繪製。  原始系列中有22本後來被重新拿出來以《經典雞皮疙瘩》（Classic Goosebumps）為名二度出版。

## 續作
《更多的鸡皮疙瘩系列》（Tales to Give You Goosebumps）和《惊魂三重奏系列》（Goosebumps Triple Header）是原始系列出版之後寫成的一系列選集， 1994年至1997年間前者出版，後者出版于1997年至1998年間。
另外一套《給你一身雞皮疙瘩》（Give Yourself Goosebumps，或譯雞皮疙瘩百变闯关大探险系列）出版于1995年至2000年間，其中第一部為 《逃離恐怖樂園》（Escape from the Carnival of Horrors）。這一套書以遊戲書的風格寫成，有多重結局。 而著者也並非僅斯坦一人，還包括凱瑟琳·蘭斯和他的妯娌梅根·斯坦（Megan Stine）。 大部分插畫由馬克·永田（Mark Nagata）繪成。
因為銷量漸漸下降，斯坦和學樂公司籌劃出版了《雞皮疙瘩2000系列》（Goosebumps Series 2000，或譯鸡皮疙瘩惊险新世纪系列）。 這套書在1998年至2000年間共出版25部，第一部是《奪命幽靈貓》（Cry of the Cat）。這一系列與原始系列結構基本一致， 插畫家為蒂姆·雅各布斯。
《雞皮疙瘩黃金版》（Goosebumps Gold）曾出現於蒂姆·雅各布斯和其他一些宣傳的網站上  但實際從沒有真正出版。 之後直到2008年4月1日才有了其他《雞皮疙瘩》小說出版，即《雞皮疙瘩驚恐樂園》（Goosebumps HorrorLand）和《木偶復仇記》（Revenge of the Living Dummy）。 其中驚恐樂園系列共出版19本。 《雞皮疙瘩恶灵重现系列》（Goosebumps Most Wanted，或譯雞皮疙瘩通緝令）于2012年10月出版。

## 評價
這套叢書成名極快，第一本書出版後一個月銷量就超過了100萬， 1990年代中期時已經售出400萬本。 在《紐約時報》兒童暢銷書和《今日美國》暢銷書榜上有名。 2001年《出版人周刊》將這一系列中的46本書列入其史上最暢銷童書榜單中， 此書亦得以行銷美國以外的法國、英國和澳大利亞等地。
1996年光《雞皮疙瘩》的收入就占學樂集團年收入的15%，1997年其銷量才開始下滑，學樂集團的收入下跌40%。 這個消息還成了美國各大報刊的頭版新聞，作家帕特里克·瓊斯（Patrick Jones）說：“這顯示出了R·L·斯坦的影響力。看起來他一個作家就可以決定一家公司的命運”。
但新書出版之後銷量就開始回升，2008年時獲得了美國7至12歲兒童82%的品牌忠誠度。 它成為了史上最暢銷的童書系列之一， 也是學樂集團歷史上最暢銷的童書。 按學樂集團的數據，截止2014年《雞皮疙瘩》已經被譯成包括漢語、西班牙語等在內的31種語言，出版了3.5億冊。
《雞皮疙瘩》系列中的《大麻煩》（Deep Trouble，1995）、《更多的鸡皮疙瘩系列》（Tales to Give You Goosebumps，1996）和《大麻煩2》曾獲得尼科頻道兒童選擇獎
。 2000年全美教育協會將其列在最暢銷童書榜單中的第二位。

### 爭議
《Slate》雜誌的凱蒂·瓦爾德曼（Katy Waldman）說《雞皮疙瘩》“搞笑、令人生厭、只是有點恐怖而已”， 有些評論家認為作品的文學素養並不高。《美國新聞與世界報道》 的馬克·西爾弗（Marc Silver）認為《雞皮疙瘩》很乏味，不過是一種二流文學，情節粗糙、角色幼稚。 此外還有些評論家認為這一系列叢書有明顯的公式化痕跡、情節太容易預測。 但就兒童讀者而言，斯坦的書還是頗受歡迎的。 詹姆斯·卡特（James Carter）就此評論道：“只要是孩子們覺得有趣的書就是好書。”
《雞皮疙瘩》是1990年代最具爭議性的著作之一， 2000年代也在美國圖書館協會百大禁書榜上排第94位。 因認為這一系列作品都被認為對兒童來說太恐怖了， 他們試圖禁止《雞皮疙瘩》出現在學校和圖書館中， 其他一些組織也曾宣佈將其列入禁書單。但此舉遭到兒童和一些家長的反對。

## 改編

### 電視劇和電影
加拿大的娛樂公司Protocol Entertainment曾和學樂集團簽訂協議製作《雞皮疙瘩》的電視劇版， 1995年至1998年間共出四季。 這一系列主要改編自《魔鬼面具》和《厄運咕咕鐘》（Cuckoo Clock of Doom）這幾本書，亦得以在美國等其他許多國家上映。
最早改編《雞皮疙瘩》為電影的嘗試出現在1998年，導演是蒂姆·伯頓。福克斯家庭電影總裁克里斯·梅勒丹德利（Chris Meledandri）也放出了同樣的消息， 但實際上並未成功。2008年哥倫比亞電影公司買下電影製作權， 2015年10月5日在美国洛杉矶首映。

### 遊戲
共有三款《雞皮疙瘩》電子遊戲，其中《逃離驚恐樂園》（Escape from HorrorLand，1996）和《變異人來襲》（Attack of the Mutant,1997）由DreamWorks Interactive製作， 另外一個則是學樂集團在2008年按同名作品改編的《雞皮疙瘩驚恐樂園》（Goosebumps HorrorLand）。
《恐怖城堡歷險記》（One Day at HorrorLand）和《恐怖塔之夜》（A Night in Terror Tower）在1996年改編成兩款桌遊，由彌爾頓·布雷德利公司發行。

### 其他
《雞皮疙瘩》擁有自己的官方網站， 還有許多諸如襯衫、帽子等的周邊產品， 1998年亦曾被改編成舞台劇。 1997年10月迪士尼米高梅影城曾開設雞皮疙瘩驚恐樂園主題景點（Goosebumps HorrorLand Fright Show and FunHouse）， 但後來關閉。 此外，《雞皮疙瘩系列繪本》（Goosebumps Graphix）已出版三冊，第一部《恐怖生物》 （Creepy Creatures）出版于2006年9月1日。 

## 法律糾紛
1996年11月，此書的出版商學樂集團 和最初的開發者跳傘公司 達成一致，由前者控制圖書和電視劇出版，後者負責推銷。次年9月二者發生衝突，學樂集團控告跳傘公司違反合約，即未經其同意便私自出版《雞皮疙瘩》。在經過一系列訴訟之後，  2003年二者妥協，此事以學樂用965萬美元買下《雞皮疙瘩》的商標和其他所有權利告終。